# Los Escullos
Los Escullos è un villaggio appartenente al comune di Níjar, nella provincia di Almería, Spagna e si trova all'interno del Parco naturale di Cabo de Gata. Accanto a questo quartiere sono paesaggi come Spiaggia di Arco e la baia di Embarcadero. Nel 2008 il villaggio ha 62 abitanti.